# Hör, o Herre, hjärtats böner
Hör, o Herre, hjärtats böner är en svensk psalm med fyra verser. Text skrevs 1743 av Lars Thorstensson Nyberg och bearbetades 1938 och 1948. Musiken är en svensk melodi från 1697.

## Publicerad i
- Svenska Missionsförbundets sångbok (1951) nr 217, under rubriken "Troslivet - Syndabekännelse och överlåtelse".[1]

### Fotnoter
1. 1 2   Sånger och psalmer musik och text : för enskilt och offentligt bruk. Stockholm: Missionsförb. 1951. Libris 3387612